# Clarks Point
Clarks Point – przylądek (point) w kanadyjskiej prowincji Nowa Szkocja, w hrabstwie Colchester (45°45′06″N, 63°21′32″W), na zachód od Tatamagouche; nazwa urzędowo zatwierdzona 24 marca 1976.